# 学校法人聖徳学園 (岐阜県)
学校法人聖徳学園（がっこうほうじんしょうとくがくえん）は、岐阜県にある学校法人である。

## 概要
聖徳学園は、仏教精神を基調とした建学の精神としている。浄土真宗本願寺派系で龍谷総合学園加盟校である。

## 設置校
- 岐阜聖徳学園大学
- 岐阜聖徳学園大学短期大学部
- 岐阜聖徳学園高等学校
- 岐阜聖徳学園大学附属中学校
- 岐阜聖徳学園大学附属小学校
- 岐阜聖徳学園大学附属幼稚園
- 聖徳自動車学園

## 廃止校
- 岐阜聖徳学園大学附属高等学校